# Дар аль-харб

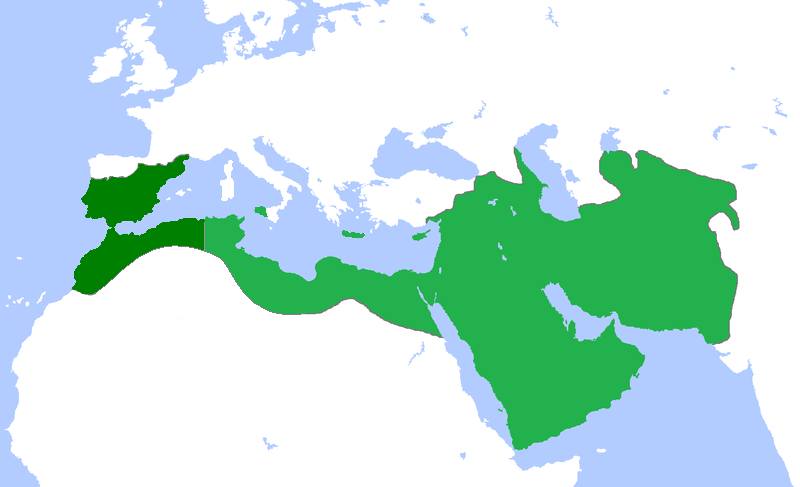
Территория Аббасидского халифата и Кордовского эмирата (тёмно-зелёное), VIII век

Дар аль-харб (араб. دار الحرب‎ —  территория войны‎) или дар аль-куфр (араб. دار الكفر‎ —  территория неверия‎) — обозначение территорий, граничащих с Дар аль-исламом (территория ислама), лидеры которых призывают принять ислам. К дар аль-харб не относятся территории, с которыми мусульмане имеют договор о ненападении и мире, то есть Дар ас-сульх (Дар аль-ахд, араб. ‎ —  «территория мира»‎). Правоведы прослеживают концепцию Дар аль-харба со времён пророка Мухаммада, который послал сообщения персидскому, абиссинскому и византийскому императору с требованием выбора между принятием ислама и войной (харб). После того, как лидеры Дар аль-харба принимают ислам, их территория становится частью Дар аль-Ислам, где превалирует исламский закон. По мнению большинства мусульманских богословов, если на исламской территории исламское право заменяется немусульманским, то оно становится территорией войны. Как и другие классические правовые концепции, введение понятия Дар аль-харб обусловлено рядом исторических изменений. Данная концепция сегодня является основополагающей для исламских лидеров, требующих уничтожения Израиля..
В колониальный период среди мусульманских богословов обсуждался статус колонизированных территорий. Индийские мусульмане утверждали, что Британская Индия была частью Дар аль-харб и мусульмане обязаны вести джихад против англичан. Также Дар аль-харбом считался колонизированный Алжир. Среди алжирских богословов возникла дискуссия об обязанности выезда (хиджры) в Дар аль-ислам.